# Championnat des Amériques masculin de basket-ball des moins de 16 ans
Cet article traite de l'épreuve masculine. Pour la compétition féminine, voir Championnat des Amériques féminin de basket-ball des moins de 16 ans.
Le Championnat des Amériques masculin de basket-ball des moins de 16 ans est une compétition masculine de basket-ball qui oppose les meilleures sélections nationales des Amériques des joueurs de moins de 16 ans. Elle est organisée par la FIBA Amériques tous les 2 ans depuis 2009. Le titre de champion des Amériques se joue donc entre 8 sélections des différentes zones de qualification aux Amériques. Les quatre équipes demi-finalistes de la compétition se qualifient directement pour la Coupe du monde masculine de basket-ball des 17 ans et moins.

## Palmarès
| Édition | Année | Pays hôte      | Finale         | Finale | Finale    | Petite finale          | Petite finale | Petite finale          | MVP               |
| Édition | Année | Pays hôte      | Champion       | Score  | Deuxième  | Troisième              | Score         | Quatrième              | MVP               |
| ------- | ----- | -------------- | -------------- | ------ | --------- | ---------------------- | ------------- | ---------------------- | ----------------- |
| 1re     | 2009  | Mendoza        | États-Unis     | 101–87 | Argentine | Canada                 | 106–81        | Venezuela              | Bradley Beal      |
| 2e      | 2011  | Cancún         | États-Unis (2) | 104–64 | Argentine | Canada                 | 86–65         | Porto Rico             | Jabari Parker     |
| 3e      | 2013  | Punta del Este | États-Unis (3) | 94–48  | Argentine | Canada                 | 62–50         | Porto Rico             | Malik Newman      |
| 4e      | 2015  | Bahía Blanca   | États-Unis (4) | 77–60  | Canada    | Argentine              | 74–59         | République dominicaine | Gary Trent Jr.    |
| 5e      | 2017  | Formosa        | États-Unis (5) | 111–60 | Canada    | Porto Rico             | 78–67         | Argentine              | Vernon Carey Jr.  |
| 6e      | 2019  | Belém          | États-Unis (6) | 94–77  | Canada    | République dominicaine | 59–49         | Argentine              | Chris Livingston  |
| 7e      | 2021  | Xalapa         | États-Unis (7) | 90–75  | Argentine | Canada                 | 92–76         | République dominicaine | Robert Dillingham |
| 8e      | 2023  | Mérida         | États-Unis (8) | 118–36 | Canada    | Porto Rico             | 86–76 (OT)    | Argentine              | Cameron Boozer    |

## Médailles par pays
Tableau actualisé après le championnat 2023.
| Rang | Nation                 | Or | Argent | Bronze | Total |
| ---- | ---------------------- | -- | ------ | ------ | ----- |
| 1    | États-Unis             | 8  | 0      | 0      | 8     |
| 2    | Canada                 | 0  | 4      | 4      | 8     |
| 3    | Argentine              | 0  | 4      | 1      | 5     |
| 4    | Porto Rico             | 0  | 0      | 2      | 2     |
| 5    | République dominicaine | 0  | 0      | 1      | 1     |

## Détail par pays
| Équipe                 | 2009 | 2011 | 2013 | 2015 | 2017 | 2019 | 2021 | 2023 | Total |
| ---------------------- | ---- | ---- | ---- | ---- | ---- | ---- | ---- | ---- | ----- |
| Argentine              | 2e   | 2e   | 2e   | 3e   | 4e   | 4e   | 2e   | 4e   | 8     |
| Bahamas                | 7e   |      | 7e   |      |      |      |      |      | 2     |
| Brésil                 | 5e   | 5e   |      | 5e   |      | 5e   | 5e   | 5e   | 6     |
| Canada                 | 3e   | 3e   | 3e   | 2e   | 2e   | 2e   | 3e   | 2e   | 8     |
| Chili                  |      | 6e   | 5e   |      |      |      | 8e   |      | 3     |
| Costa Rica             |      | 8e   |      |      |      |      |      |      | 1     |
| États-Unis             | 1er  | 1er  | 1er  | 1er  | 1er  | 1er  | 1er  | 1er  | 8     |
| Mexique                | 8e   | 7e   | 8e   | 8e   | 6e   | 7e   | 6e   | 7e   | 8     |
| Paraguay               |      |      |      |      | 8e   |      |      |      | 1     |
| Porto Rico             | 6e   | 4e   | 4e   | 6e   | 3e   | 6e   | 7e   | 3e   | 8     |
| République dominicaine |      |      |      | 4e   | 5e   | 3e   | 4e   | 6e   | 5     |
| Uruguay                |      |      | 6e   |      |      | 8e   |      | 8e   | 3     |
| Venezuela              | 4e   |      |      | 7e   | 7e   |      |      |      | 3     |
| Total                  | 8    | 8    | 8    | 8    | 8    | 8    | 8    | 8    |       |

Légende : en gras le pays organisateur.